# Obergericht Gottorf

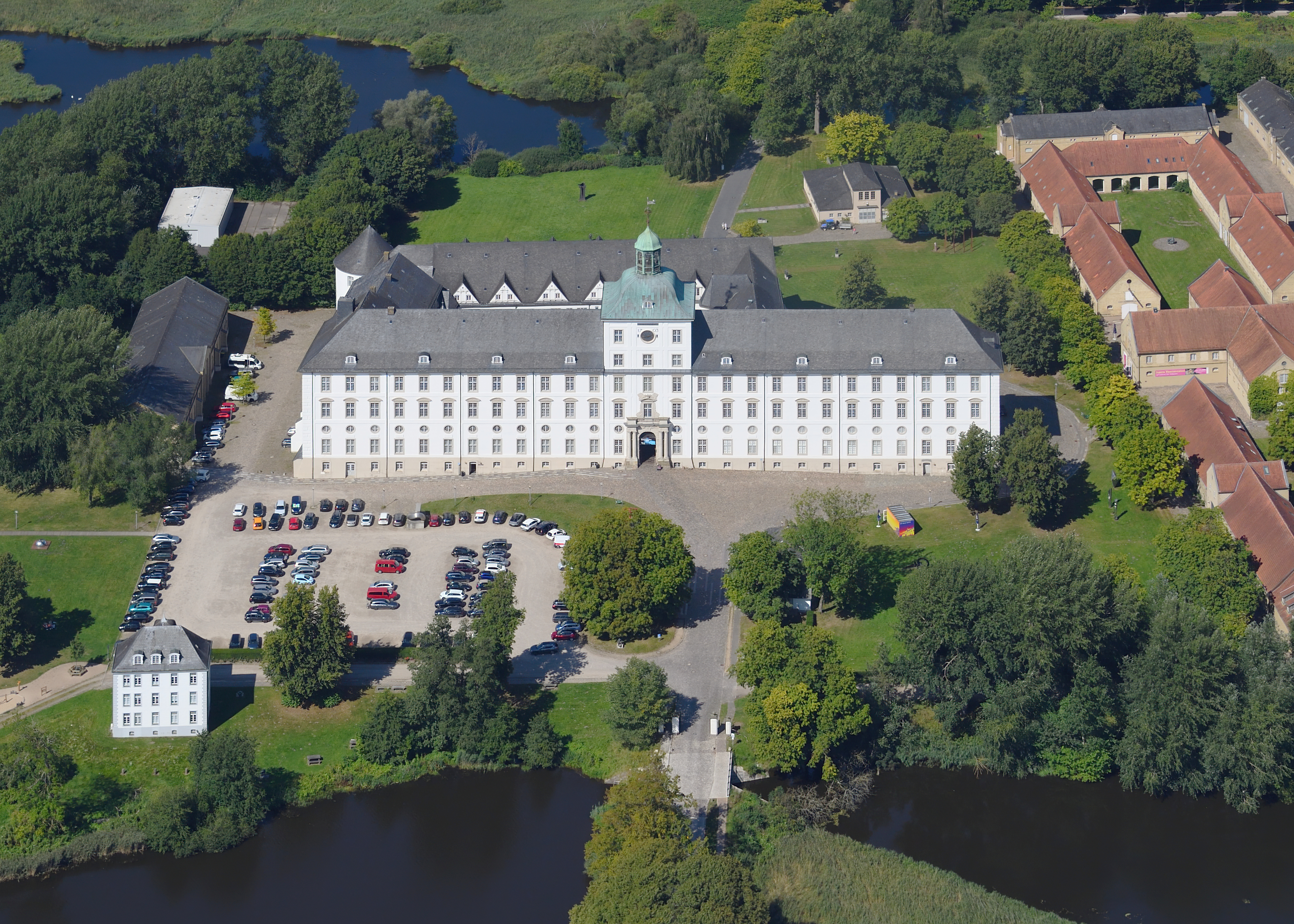
Schloss Gottorf, der Sitz des Gerichtes

Das Gottorfer Obergericht war die Verwaltungsspitze und das höchste Gericht im Herzogtum Schleswig.

## Geschichte
Im Nordischen Krieg stellte der Herzog von Schleswig-Holstein-Gottorf, obwohl er formell neutral war, den Schweden am 14. Februar 1713 die wichtige Festung Tönning zur Verfügung. Nach der schwedischen Niederlage im Feldzug nach Holstein, am 16. Mai 1713 erklärte der dänische König die Annexion der Gottorfer Teile von Schleswig-Holstein. Im Frieden von Frederiksborg wurde diese Annexion 1720 bestätigt.
Die Gottorfer Verwaltung wurde aufgelöst und mit königlicher Instruktion vom 4. November 1713 das Gottorfer Obergericht als oberste Verwaltungsbehörde eingerichtet. Sie war für das gesamte Herzogtum Schleswig zuständig und hatte damit die gleiche Funktion wie die gleichrangige Regierungskanzlei Glückstadt für das Herzogtum Holstein. Verwaltung und Justiz waren in Dänemark damals nicht getrennt. Das Gottorfer Obergericht war daher Gericht zweiter Instanz und oberste Verwaltungsbehörde in einem. In der Verwaltungsorganisation stand es den jeweiligen Ämtern vor und war für Polizei- und Wohlfahrtsfragen zuständig. Nicht Teil des Gerichtes, sondern unabhängig von ihm, war der Statthalter der Vertreter des Königs im Herzogtum. Daneben bestand die Deutsche Kanzlei in Kopenhagen.
Mit der Verwaltungsreform 1834 wurde das Schleswig-Holstein-Lauenburgische Oberappellationsgericht als höchstes Gericht der Herzogtümer eingerichtet und das Gottorfer Obergericht verlor seine Funktion als Oberstes Gericht. Es wurde als Gericht der zweiten Instanz weitergeführt. Die Verwaltungsaufgaben übernahm die Schleswig-Holsteinische Regierung auf Schloß Gottorf. Damit war erstmals die Trennung von Verwaltung und Rechtsprechung vollzogen.

## Sitz
Das Gericht nahm seinen Sitz nach seiner Eröffnung am 21. November 1713 zunächst im Haus des Grafen Heinrich von Reventlow. Der Graf war Gottorfer Rat gewesen und mit seinem Herren in Ungnade gefallen. Mit königlicher Verordnung vom 14. Mai 1720 wurde der Sitz in das Schloss Gottorf in die Räume der ehemaligen Gottorfer Regierungskanzlei verlegt.

## Räte
Die ersten Räte des Gottorfer Obergerichtes waren:
- Thomas Balthasar von Jessen
- Johann Ludwig von Pincier, Freiherr von Königstein
- Georg Grundt († 1729), Landvogt in Bredstedt
- Nicolas Heinrich von der Maase
- Christoph Heinrich Amthor

Später waren unter anderem folgende Räte am Gottorfer Obergericht tätig:
- Friedrich Christian von Boye, Vizekanzler
- Alexander Tilemann von Heespen
- Christian Friedrich von Heespen
- Caspar Arnold Engel
- Cai von Rantzau
- Heinrich Carl Esmarch